# Caio Pompônio Rufo Acílio Prisco Célio Esparso
Caio Pompônio Rufo Acílio Prisco Célio Esparso (em latim: Gaius Pomponius Rufus Acilius Tuscus Coelius Sparsus) foi um senador romano nomeado cônsul sufecto para o nundínio de setembro a outubro de 98 com Cneu Pompeu Ferox Liciniano. É possível que Quinto Pompônio Marcelo, cônsul sufecto em 121, tenha sido seu filho.